# ريك ريكرت
ريك ريكرت (بالإنجليزية: Rick Rickert)‏ مواليد 11 فبراير 1983 في دولوث، هو لاعب كرة سلة أمريكي. بدأ مسيرته الاحترافية في سنة 2003. تم اختياره من قبل فريق مينيسوتا تمبر ولفز خلال الدرافت. يلعب في دوري كرة السلة الياباني للمحترفين كلاعب وسط. يحمل الرقم 7. يبلغ طوله 6 قدم 11 بوصة (2.1 م).

## المسيرة الاحترافية
لعب مع نادي لاردة لكرة السلة في سنة 2005، ثم لعب مع نيو زيلاند بريكرز في الدوري الأسترالي من سنة 2007 إلى 2010، ثم لعب مع نيكار ريزن لودفيغسبورغ في الدوري الألماني في موسم 2010–2011.

## روابط خارجية
- ريك ريكرت على موقع الدوري الأوروبي لكرة السلة (الإنجليزية)
- ريك ريكرت على موقع سبورتس رفرنس (الإنجليزية)
- ريك ريكرت على موقع كرة السلة الأوروبية.كوم (الإنجليزية)
- ريك ريكرت على موقع كلية كرة السلة في سبورتس رفرنس.كوم (الإنجليزية)
- ريك ريكرت على موقع ريلجم (الإنجليزية)
- ريك ريكرت على موقع سبورتس رفرنس (الإنجليزية)
- ريك ريكرت على موقع سبورتس رفرنس (الإنجليزية)